# Ty Abbott
Tyshawn Carissian Abbott, detto Ty (Phoenix, 19 agosto 1988), è un ex cestista, allenatore di pallacanestro e dirigente sportivo statunitense.

## Carriera
Dal 2012 al 2014 ha militato in Korvpalli Meistriliiga con il BC Kalev/Cramo, squadra vincitrice di quelle due edizioni del campionato estone. Nella stagione 2013-14 ha partecipato sempre con la formazione estone all'Eurocup, collezionando 9 presenze e mettendo a segno quasi 10 punti di media.
Nel 2014 ha iniziato la stagione in Serie A2 Gold nella Fulgor Libertas Forlì, ma a dicembre dello stesso anno è approdato nella massima serie turca all'Eskişehir complici i problemi economici del club romagnolo.

## Palmarès
- Campionato estone: 1

Kalev/Cramo: 2012-13